# 오리엔트 정교회
오리엔트 정교회(Oriental Orthodox Church, Oriental Orthodoxy)는 에페수스 공의회, 칼케돈 공의회에서 결의된 교리를 거부한 서아시아, 이집트, 에티오피아의 전통 기독교 교회들이다.
이에 속하는 교회로는 시리아와 인도의 "시리아 정교회", 이집트의 "콥트 정교회", 아르메니아의 "아르메니아 사도교회" , 에티오피아의 "에티오피아 테와히도 정교회"등을 들 수 있다.

## 오리엔트 정교회에 속하는 교파들

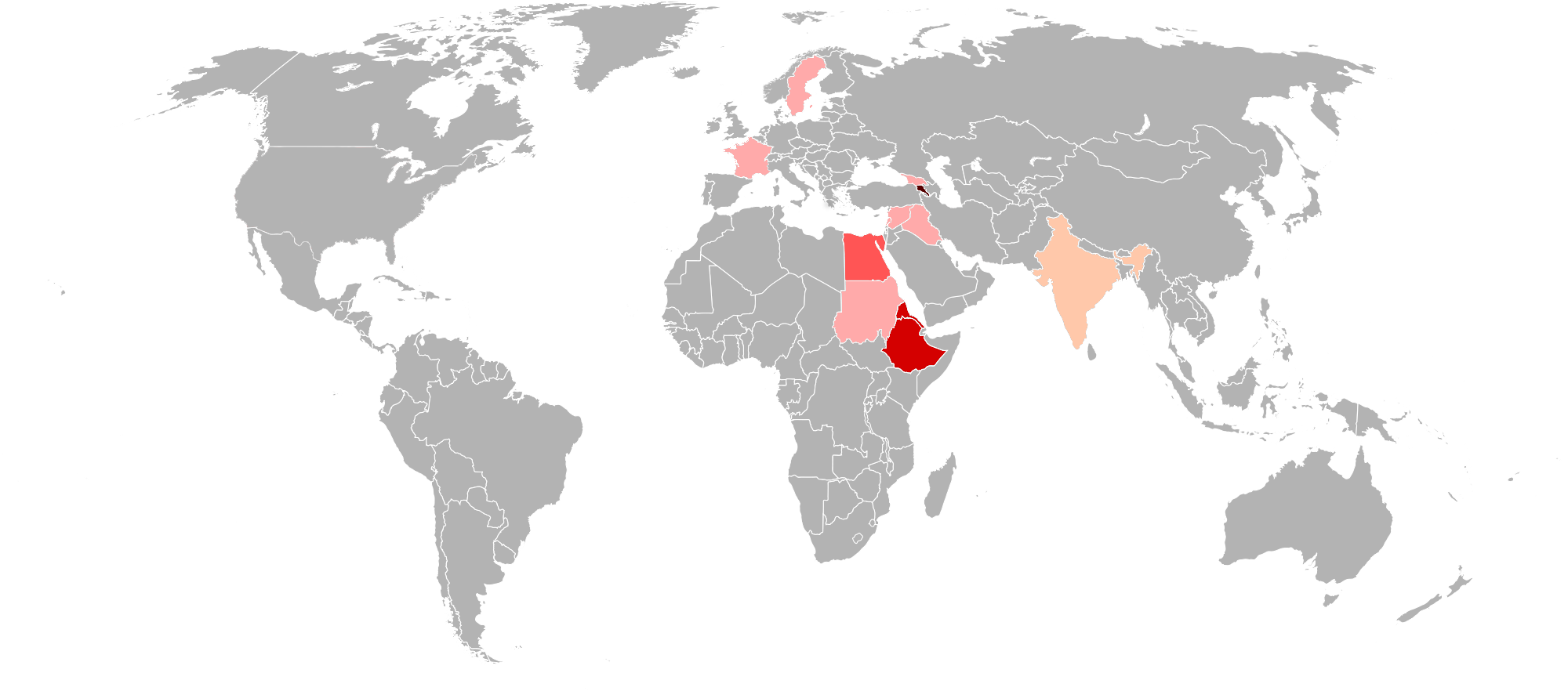
오리엔트 정교회 신자 분포

이 교회들은 451년 칼케돈 공의회에서 단죄 받은 "그리스도의 인성은 신성에 흡수되었으며 그리스도는 완전한 하느님이시다"라는 소위 단성론 신학을 받아들인 교회들로 알려져 있으나, 오리엔트 정교회에 속하는 많은 교회들은 비 칼케돈파이면서 동시에 단성론 역시 이단으로 취급한다.
현재는 칼케돈파 교회(성공회, 동방 정교회, 로마 가톨릭 교회, 개신교회)와 신학적 대화가 활발히 이루어져 칼케돈-비 칼케돈 교회들 사이에서 많은 분야의 교류가 이뤄지고 있다. 그러나 아직까지 완벽한 성사교류가 이뤄지지는 않고 있으며 일부가 동방 정교회와 로마 가톨릭 교회, 심지어 개신교로 귀일하는 경우는 있다.
이들 교회의 본고장은 아르메니아, 에티오피아를 제외하면 이슬람교가 거의 압도적인 우위를 점하고 있기 때문에 사회에서 소수자로 여겨지고 있다.
- 시리아 정교회: 시리아 정교회는 "안티오키아와 전 중근동의 총대주교"를 수장으로 하는 교회로 이 교회에서 합성론 신학을 크게 발전시킨 사제 "야코부스 바라데스"의 이름을 따서 흔히 "야코부스 교회(Jacobite Church)"라고 불렸다. 그러나 현재 시리아 정교회에서는 이 명칭으로 불리는 것을 그다지 좋아하지 않으며 자신들을 "Syrian(Syriac) Orthodox"라고 불리길 원한다. 안티오키아 전례에서 유래한 서 시리아 전례를 사용하고 있다. 또한 사도 토마스 이래 뿌리를 내려 온 인도의 기독교 교회들 중 가장 오래된 집단들도 시리아 정교회 계열로 분류된다.

- 이집트 콥트교회: 이집트 콥트교회는 "알렉산드리아와 전 아프리카의 총대주교"를 수장으로 하는 교회로 이 교회에서는 고대 이집트 교회가 가지고 있던 전통을 많이 지니고 있다. 특히 이 교회에서 사용하는 콥트어는 고대 이집트어를 연구하는 중요한 자료로 평가받고 있다. 이집트 콥트교회 역시 그리스 정교회의 알렉산드리아 총대주교처럼 '교황'이라는 직함을 사용하며, 알렉산드리아 전례 문화를 바탕으로 독자적인 콥트어 전례를 사용한다.

- 아르메니아 사도교회: 아르메니아 사도교회는 70인 사도 중 성 타대오의 선교를 바탕으로 세워진 교회이며, 313년 최초로 국교 지위를 받아 아르메니아의 국가교회로써의 위상을 가지게 된다. 아르메니아 지역의 전통 교회로 원래 터키 킬리기아 지역에서부터 현재 아르메니아 지역까지 넓은 교세를 지녔으나, 아르메니아가 여러 차례 침략을 받는 과정에서 현재 아르메니아 지역에서 주로 신봉하고 있다. 아르메니아 외에도 콘스탄티노폴리스, 예루살렘, 레바논 등지에도 주교와 신도들이 있다. 아르메니아 사도교회는 6세기 드진 공의회에서 칼케돈 신조를 이단으로 규정하였다.

- 에티오피아 테와히도 정교회: 에티오피아 정교회는 원래 이집트 콥트교회 알렉산드리아 총대주교구 휘하에 있던 교회였으나 후에 독립하여 현재 "에티오피아의 총대주교"가 수장으로 있다. "테와히도"라는 말은 "하나로 만들어진, 통일된"이라는 뜻의 게즈어로 그리스도의 본성이 하나라는 그들의 믿음을 상징적으로 보여주는 말이다. 에티오피아 제국에서 국교로 신봉하였으며 에티오피아 황실과도 깊은 연관을 맺고 있었다. 마르크스주의를 따르는 군부의 쿠데타를 겪었음에도 불구하고, 현재 에티오피아 전 인구의 절반 가까이가 에티오피아 정교회의 신도이며 독특한 그들만의 교회 문화와 이미 일상에서 사어가 된 게즈어를 보존하여 에티오피아 문화의 보고라고 할 수 있다.

- 이 외에도 인도의 말랑카라 시리아 정교회, 에리트레아의 에리트레아 테와히도 정교회 등이 오리엔트 정교회에 속한다.

이 교회들은 모두 완벽한 성사교류와 교회일치를 이루고 있는 하나의 지체(Communion)을 이루고 있어, 동방 정교회와 거의 비슷한 체제를 이루고 있다. '그리스도론'을 위시로 신앙의 일치를 이룬 네 개의 교회는 서로간의 활발한 교류가 벌어지고 있으며 교회 수장 착좌식에 서로 대표단을 파견하여 주교 안수 때 참석하기도 한다.

## 같이 보기
- 아시리아 동방교회
- 시리아 정교회
- 동방 정교회
- 콥트 정교회
- 아르메니아 사도교회
- 에티오피아 정교회